# Линия 63-й улицы
Линия 63-й улицы — фактически две частично совпадающих по трассе подземных линии Нью-Йоркского метрополитена.
Линия, считающаяся частью сети Ай-эн-ди, состоит из трёх станций. Одна её станция — 21-я улица — Куинсбридж — находится в боро Куинс, две остальные в боро Манхэттен. Линия соединяет линии Шестой авеню и Куинс-бульвара и обслуживается маршрутами F (круглосуточно) и <F> (в часы пик в пиковом направлении).
Линия пересекает Ист-Ривер между Куинсом и Манхэттеном по двухъярусному тоннелю, используя его верхний ярус. По нижнему ярусу с января 2023 года проходит одна из веток Железной дороги Лонг-Айленда.
Линия, считающаяся частью сети Би-эм-ти, полностью находится на Манхэттене и содержит всего одну станцию, причём этой станцией является Лексингтон-авеню — 63-я улица, общая для обеих линий. Линия соединяет линии Бродвея и Второй авеню и обслуживается маршрутами N (часть рейсов в часы пик в пиковом направлении) и Q (круглосуточно).

## История

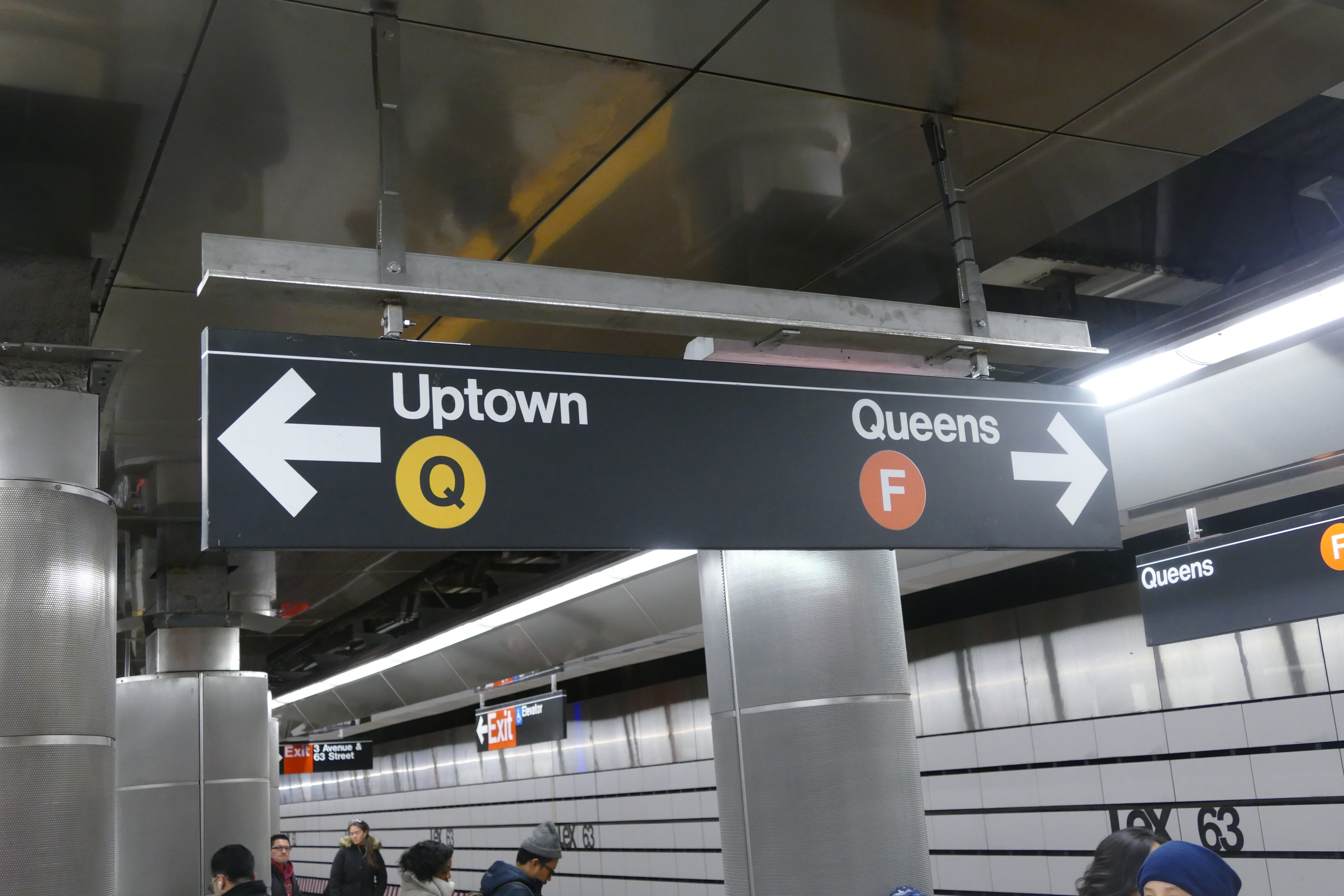
F и Q — два основных маршрута, обслуживающие линию

В 1989 году были построены тоннели под Центральным парком на север от линий Шестой авеню (Ай-эн-ди) и Бродвея (Би-эм-ти), они оба поворачивали на восток и соединялись перед станцией Лексингтон-авеню — 63-я улица, построенной на тот момент только с двумя путями. Далее на восток продолжалась только линия Ай-эн-ди, которая после трёх станций заканчивалась тупиком. В 2001 году тупик был ликвидирован, пути были продлены к линии Куинс-бульвара.
До 2017 года линия использовалась регулярными маршрутами как продолжение линии Шестой авеню. Тоннель от линии Бродвея использовался только при временных изменениях маршрутов.
В 2017 году станция Лексингтон-авеню — 63-я улица была реконструирована. Пути, идущие от линии Бродвея, были продолжены через добавленную к станции северную половину, а затем на север к линии Второй авеню, первая очередь которой открылась тогда же.

## Список станций
Проходящие по линии маршруты в зависимости от дня недели и времени суток
| Линия Ай-эн-ди                                 | Часы пик | Остальное время |
| ---------------------------------------------- | -------- | --------------- |
| Локальные пути                                 | F · <F>  | F               |
| — в пиковом направлении; — в обратном пиковому |          |                 |

| Линия Би-эм-ти                        | Часы пик | Остальное время |
| ------------------------------------- | -------- | --------------- |
| Локальные пути                        | N · Q    | Q               |
| — в пиковом направлении, часть рейсов |          |                 |

Станции на линии
| Условные обозначения |
| для дней и часов работы маршрутов (более точно указано во всплывающих подсказках при этих обозначениях): |
| --- |
| круглосуточно круглосуточно, кроме ночи круглосуточно, кроме будней днём (либо часов пик) в пиковом направлении в будни днём (и, возможно, вечером) в будни круглосуточно в часы пик в будни днём (либо в часы пик) в пиковом направлении в будни днём (либо в часы пик) в направлении, обратном пиковому в выходные ночью ночью и в выходные (и, возможно, вечером) нет движения поездов |

| E — круглосуточно · E — круглосуточно · F — круглосуточно · F — круглосуточно · <F> — в часы пик в пиковом направлении · <F> — в часы пик в пиковом направлении · M — в будни днём и вечером · M — в будни днём и вечером · R — круглосуточно, кроме ночи · R — круглосуточно, кроме ночи |  | |
| |  | |
| |  | E — круглосуточно · E — круглосуточно · M — в будни днём и вечером · M — в будни днём и вечером · R — круглосуточно, кроме ночи · R — круглосуточно, кроме ночи |
| |  | |

| Канатная дорога острова Рузвельт |

| N — часть рейсов в часы пик в пиковом направлении · N — часть рейсов в часы пик в пиковом направлении · Q — круглосуточно · Q — круглосуточно |  |               |
| |  |               |
| |  | (нет поездов) |
| |  |               |

| 4 — круглосуточно · 4 — круглосуточно · 5 — круглосуточно, кроме ночи · 5 — круглосуточно, кроме ночи · 6 — круглосуточно · 6 — круглосуточно · <6> — в будни днём в пиковом направлении · <6> — в будни днём в пиковом направлении | 59-я улица                    |
| N — круглосуточно · N — круглосуточно · R — круглосуточно, кроме ночи · R — круглосуточно, кроме ночи · W — в будни днём и вечером до 23:00 · W — в будни днём и вечером до 23:00                                                   | Лексингтон-авеню — 59-я улица |

| |  | |
| |  | N — круглосуточно · N — круглосуточно · R — круглосуточно, кроме ночи · R — круглосуточно, кроме ночи · W — в будни днём и вечером до 23:00 · W — в будни днём и вечером до 23:00 |
| |  | |
| N — круглосуточно · N — круглосуточно · Q — круглосуточно · Q — круглосуточно · R — круглосуточно, кроме ночи · R — круглосуточно, кроме ночи · W — в будни днём и вечером до 23:00 · W — в будни днём и вечером до 23:00 |  | |

| \| \| \| \| \| \| |
| F — круглосуточно · F — круглосуточно · <F> — в часы пик в пиковом направлении · <F> — в часы пик в пиковом направлении |
| |
| |
| |

|  |
|  |
|  |